# 미소 (트로트 가수)
|  | 이 문서에 삭제가 신청되었습니다. 신청자: (신청자를 기입하지 않았습니다) 삭제 기준: G12 - 명백한 저작권 침해 이 태그를 다음으로 대체해 주십시오: {{삭제 신청\|1=g12\|신청자=(삭제 신청자의 사용자 ID)}} 삭제 신청자에게: 빠른 삭제 기준에서 자세한 삭제 기준을 확인할 수 있으며, 기준에 명시된 사유에 한해서만 삭제가 가능합니다. 삭제 신청할 때 고려할 점을 읽어 보시고 대안을 고려해 보세요. 문서 기여자에게: 제가 기여한 문서에 삭제가 신청되었는데 어떻게 해야 할까요? 당황하지 마세요. 삭제 신청 대처를 읽어보시고, 이 문서에 왜 삭제가 신청되었는지 다시 한번 생각해 보시고 문서를 보강해 주세요. 잘못된 삭제 신청이거나, 삭제 신청에서 언급된 문제점을 해결한 후에는 삭제 신청 틀을 떼도 됩니다. 단, 자신이 만든 문서에 대한 삭제 신청은 스스로 틀을 떼어서는 안 됩니다. 삭제 신청이 잘못된 것이라고 생각할 경우, 삭제 신청 틀 아래에 {삭제 신청 이의}를 추가하고, 아래의 버튼을 통해 이 문서의 토론 문서에 삭제 신청에 대한 의견을 남길 수 있습니다. 삭제 신청자에게: 문서 역사를 참고하여 해당 문서의 작성자나 주 편집자의 사용자 토론 문서에 아래 내용을 넣어 삭제 신청 사실을 알려 주세요. {{풀기:삭제 신청 알림\|미소 (트로트 가수)\|빠른 삭제 기준이 정확하지 않습니다. ( )}} -- ~~~~ |

||<-2><tablealign=right><tablebordercolor=#283593><bgcolor=#283593> {{{#fff {{{+1 미소}}}[br]Miso}}} ||
||<|2><width=23%><colbgcolor=#283593><colcolor=#fff> 출생 ||1977년 7월 6일 ([age(1977-07-06)]세) ||
||전라북도 남원군[br](現 전북특별자치도 남원시) ||
|| 국적 ||[include(틀:국기, 국명=대한민국)] ||
|| 신체 ||167cm, 50kg ||
|| 데뷔 ||2012년 1집 앨범 '오늘은 내가 스타야' ||
|| 직업 ||가수 ||
|| 종교 ||무종교 ||
|| SNS ||[width=24] ||
[목차]
[clearfix]

## 개요
대한민국의 트로트 가수.

## 앨범
```
* 
2018년
 미소의 남원愛(애) 2
* 
2018년
 미소의 남원愛(애)
* 
2017년
 2018 평창동계올림픽 테마곡
* 
2016년
 미소 트로트 베스트 컬렉션 2
* 
2016년
 트로트 베스트 컬렉션
* 
2015년
 미소(참참참)
* 
2015년
 3집 즐거운 인생
* 
2013년
 예그리나
* 
2012년
 오늘은 내가 스타야
```